# Miguel Núñez de Sanabria
Miguel Núñez de Sanabria (Lima, 30 de julio de 1645 -  28 de junio de 1729) fue un abogado y político hispano peruano, quien estuvo provisionalmente a cargo del gobierno del Virreinato del Perú como Presidente de la Real Audiencia de Lima (1710).

## Biografía
Hijo de Miguel Núñez de Cabañas y de María de Sanabria. Estudió en el Colegio Real de San Martín de Lima donde tuvo por condiscípulo de Latinidad al jesuita Alonso Messia Bedoya que años después vino a ser director de dicho colegio.
Fue doctor y catedrático de Leyes de la Pontificia y Real Universidad Mayor de San Marcos. Abogado de gran inteligencia e ilustración, fue asesor del Tribunal del Consulado y del Virreinato en asuntos de indios, y alcalde del Crimen. Oidor de la Real Audiencia de Lima, la cual presidía cuando el 25 de abril de 1710 tomó el mando por el fallecimiento del Virrey Marqués de Castell-dos-rius. Gobernó hasta el 14 de septiembre del mismo año cuando entregó el mando al Obispo de Quito Diego Ladrón de Guevara.
La ciudad de Lima lo hizo Patrón del Santuario de santa Rosa de Lima. Poseyó además varios patronatos y capellanías. Casado con Gregoria de Rojas, falleció el 28 de junio de 1729, día en que recibió la sotana de la Compañía de Jesús, prestando los votos de primera profesión y se le sepultó en la Iglesia de San Pablo (hoy San Pedro de Lima). 
Fueron sus hermanos el Presbítero Vicente y el jesuita Andrés Núñez de Sanabria quien murió el 10 de mayo de 1672 cuando se dirigía a las misiones del Alto Perú. Este padre estudió en la Compañía de Jesús los estudios necesarios para la profesión de cuatro votos; cuando murió despeñado de lo alto de una montaña, no tenía más de 24 años.
Sus hijos fueron: 
- Miguel Núñez y Rojas, abogado notable, contaba con una biblioteca que fue resaltada en el Teatro crítico universal del padre Feijoo.
- Gregorio, Oidor de Charcas y Lima.
- Andrés, Racionero de la Catedral de Lima.

## Gobierno de la Audiencia de Lima (1710)
Al morir el Virrey Marqués de Castell-dos-Rius en 1710, por primera vez en la historia virreinal del Perú se abrió el llamado Pliego de mortaja o de providencia, una orden sellada en la cual constaban los nombres de tres personas a quienes el rey señalaba para suceder al virrey, en caso de que este falleciera. En el pliego al que hacemos referencia aparecían tres nombres: 
- Juan González de Santiago, Obispo del Cuzco, que había sido Oidor de las Audiencias de Charcas y Lima.
- Antonio de León, Obispo de Arequipa.
- Diego Ladrón de Guevara, Obispo de Quito.

Como los dos primeros habían fallecido, el tercero hubo de dejar su sede y encaminarse a Lima. Mientras se esperaba su arribo, el Dr. Miguel Núñez de Sanabria, en su calidad de Oidor Decano, le tocó presidir la Audiencia de Lima, interregno que se prolongó cerca de cinco meses.